# Cheiracanthium longtailen
Cheiracanthium longtailen är en spindelart som beskrevs av Xu 1993. Cheiracanthium longtailen ingår i släktet Cheiracanthium och familjen sporrspindlar. Inga underarter finns listade i Catalogue of Life.